# Paul Tillich
Paul Johannes Tillich (n. 20 august 1886, Starosiedle⁠(d), Guben⁠(d), Regatul Prusiei, Imperiul German – d. 22 octombrie 1965, Chicago, Illinois, SUA) a fost un filozof și teolog germano-american, unul dintre cei mai influenți din a doua jumătate a secolului al XX-lea.